# Liste der Geheimbischöfe der Rumänischen griechisch-katholischen Kirche
Nach Inkrafttreten der Verfassung der Volksrepublik Rumänien am 13. April 1948 und dem Bruch mit Rom bis zum Sturz des letzten Diktators Nicolae Ceaușescu am 22. Dezember 1989 wurden folgende Personen zu Bischöfen, sogenannten Geheimbischöfen, der Rumänischen griechisch-katholischen Kirche geweiht:
| Name                | Bild | Geboren            | Funktion                                                                             | Konsekration      | Konsekrator                                                                             | Gestorben         |
| ------------------- | ---- | ------------------ | ------------------------------------------------------------------------------------ | ----------------- | --------------------------------------------------------------------------------------- | ----------------- |
| Ioan Ploscaru       |      | 19. November 1911  | Weihbischof in Lugoj und Titularbischof von Trapezopoli                              | 30. November 1948 | Gerald Patrick O’Hara, Offizial der Apostolischen Nuntiatur in Rumänien                 | 31. Juli 1998     |
| Ioan Dragomir       |      | 11. Oktober 1905   | Weihbischof in Maramureș und Titularbischof von Palaeopolis in Pamphylia             | 6. März 1949      | Gerald Patrick O’Hara, Offizial der Apostolischen Nuntiatur in Rumänien                 | 25. April 1985    |
| Titu Liviu Chinezu  |      | 22. Dezember 1904  | Weihbischof in Făgăraș und Alba Iulia und Titularbischof von Regiana                 | 30. April 1949    | Valeriu Traian Frențiu, Bischof von Oradea Mare (Großwardein)                           | 15. Januar 1955   |
| Iuliu Hirțea        |      | 13. April 1914     | Weihbischof von Oradea Mare (Großwardein) und Titularbischof von Nebbio              | 28. Juli 1949     | Gerald Patrick O’Hara, Offizial der Apostolischen Nuntiatur in Rumänien                 | 28. Juni 1978     |
| Ioan Cherteș        |      | 10. September 1911 | Weihbischof in Cluj-Gherla und Titularbischof von Cantanus                           | 25. Dezember 1949 | Gerald Patrick O’Hara, Offizial der Apostolischen Nuntiatur in Rumänien                 | 31. Januar 1992   |
| Octavian Cristian   |      | 1920               | Bischof von Maramureș von Rom nicht anerkannt                                        | 30. November 1948 | Ioan Dragomir, Weihbischof in Maramureș                                                 | 12. Januar 1983   |
| Alexandru Todea     |      | 5. Juni 1912       | Titularbischof von Caesaropolis                                                      | 19. November 1950 | Joseph Schubert, Apostolischer Administrator von Bukarest, Titularbischof von Ceramussa | 22. Mai 2002      |
| Iustin Stefan Paven |      | 1925               | Koadjutorbischof von Octavian Cristian Bischof von Maramureș von Rom nicht anerkannt | 10. Juli 1984     | Ioan Dragomir, Weihbischof in Maramureș                                                 | 19. November 1999 |
| Emil Riti           |      | 1926               | von Rom nicht anerkannt                                                              | 18. April 1985    | Ioan Dragomir, Weihbischof in Maramureș                                                 | 21. Januar 2006   |